# Mariama Gueye
Pour les articles homonymes, voir Gueye.
Mariama Gueye, née en octobre 1989, est une actrice, scénariste et réalisatrice française.

## Biographie
En 2009-2010, Mariama Gueye suit des cours d'art dramatique au Cours Florent. De 2010 à 2012, elle assiste à des cours du Laboratoire de l'acteur avec Hélène Zidi-Chéruy.
Mariama Gueye décroche vite un rôle de premier plan dans la série de France 2 La Smala s'en mêle. Jean-Michel Correia la choisit ensuite en 2014 pour jouer dans Sous X, sa première réalisation sur la réinsertion d'un ex-détenu à la recherche de ses origines. En 2017, elle tourne sous la direction de Ludovic Bernard pour le long métrage, L'Ascension, aux côtés d'Ahmed Sylla et d'Alice Belaïdi. La comédienne change de registre au gré de ses multiples projets. Dans la comédie cinéma Selfie, explorant l'addiction aux nouvelles technologies, elle figure dans le segment réalisé par Vianney Lebasque. Le public la retrouve en mars 2020 aux côtés de Cécile Bois dans la mini-série Gloria diffusée sur TF1. France 3 la recrute dans la foulée pour la coproduction européenne Sophie Cross, avec Alexia Barlier et Thomas Jouannet.
En 2022, elle est à l'affiche de Drôle, la série de Fanny Herrero (créatrice de la série Dix pour cent) pour Netflix sur les coulisses du stand-up, dans laquelle elle interprète l’un des rôles principaux. Elle continue ensuite avec le tournage de la nouvelle série Le Meilleur d'entre nous produite par Quad Drama dans laquelle elle interprète une capitaine de police en rôle principal, puis le tournage de Tout le monde ment où elle incarne une procureur aux côtés de Vincent Elbaz.
En 2023, elle est à l’affiche de deux premiers longs métrages : Les Meilleures de Marion Desseigne-Ravel, une histoire d’amour impossible entre deux jeunes filles ; et Le Marchand de sable de Steve Achiepo, sur les marchands de sommeil en 2023.
En 2024, elle sera à l’affiche des « Petites Mains » de Nessim Chickaoui. Elle intègre également la saison 2 de la série, BREF, (succès de Kyan Khojandi) produit cette fois-ci par Disney+ prévue pour 2025." En parallèle, elle écrit et réalise son premier court-métrage intitulé « Les Garants » présenté au Festival de Cannes 2025.

## Filmographie

### Cinéma

#### Courts métrages
- 2013 : Noura d'Akira (Mathieu Sainty) et écrit par Christophe Martinolli (Production Solidaire) : Adji
- 2014 : La Cigale et la fourmi de Myriam Touzé (Les petites folies production)
- 2019 : Entracte d'Anthony Lemaitre (Tripode Production)
- 2019 : John est (encore) mort de Nicolas Rendu (Everybody on Deck production)
- 2022 : Anonyme d'Eduardo Sosa Soria : Michèle Morgan

#### Longs métrages
- 2011 : Halal police d'État de Rachid Dhibou
- 2013 : Amour et Turbulences d'Alexandre Castagnetti :
- 2015 : Sous X de Jean-Michel Correia :
- 2017 : L'Ascension de Ludovic Bernard :
- 2019 : Mon bébé de Lisa Azuelos :
- 2019 : Selfie, segment Smileaks de Vianney Lebasque
- 2021 : Les Meilleures de Marion Desseigne-Ravel
- 2022 : Une comédie romantique de Thibault Segouin
- 2023 : Le Marchand de sable de Steve Achiepo
- 2024 : Petites mains de Nessim Chikhaoui : Agnès Simon
- 2026 : L’Infiltrée de Ahmed Sylla
- 2025 : Anna et les Enfants de Diane Clavier

#### Réalisatrice / Scénariste
- 2025 : Les Garants. Talents Adami - Festival de Cannes 2025.
- 2025 : Je sais que tu peux m’entendre.

### Télévision
- 2010 : Les Coups lisses du football de Martin Bourboulon (web série)
- 2011-2016 : La Smala s'en mêle de Didier Grousset : Nelly Garnier (épisodes 1 à 6)
- 2017 : La Mort dans l'âme de Xavier Durringer : Dana
- 2018 : Ronde de nuit d'Isabelle Czajka[5] : Aminata
- 2019 : Prise au piège de Karim Ouaret : Fatou
- 2021 : Sophie Cross de Frank Van Mechelen : Amina Dequesne
- 2021 : Gloria de Julien Colonna : Clarisse
- 2022 : Le Meilleur d'entre nous de Floriane Crépin : Awa Sissako
- 2022 : Drôle de Fanny Herrero : Aïssatou (Netflix)
- 2023 - 2025 : Tout le monde ment de Hélène Angel & Akim Isker : procureure Alice Mojodi
- 2025 : L'Intruse de Shirley Monsarrat : Elsa
- 2025 : Bref. 2 de Kyan Khojandi et Bruno Muschio : Anaïs (Disney +)